# Love De Vice
Love De Vice – polska grupa muzyczna wykonująca hard rock z elementami rocka progresywnego.

## Historia
Zespół został założony w Warszawie pod nazwą Playfinger w 2007 przez gitarzystę Andrzeja 'Messiego' Archanowicza, basistę Roberta 'R.i.P.' Pełkę, gitarzystę Roberta 'Robura' Wieczorka, klawiszowca Krzysztofa 'Krzycha' Słabego i perkusistę Tomasza 'Kudla' Kudelskiego. W 2008 do zespołu dołączył wokalista Paweł 'Ozzie' Granecki. W tym składzie Love De Vice nagrał swój pierwszy album Dreamland, który ukazał się 15 czerwca 2009 w ramach współpracy wytwórni Mystic Production i BlackFieldMedia. Album został przychylnie przyjęty przez recenzentów wielu czasopism i muzycznych portali internetowych, wzbudzając zainteresowanie zwłaszcza brzmieniem zespołu, które nie znajduje obecnie odpowiedników na scenie rockowej, jak też stylem muzyki (określanym właśnie w związku z płytą Dreamland jako neohardrock).
Wiosną 2009 zespół wziął udział w festiwalu Antyradia Antyfest, w którym doszedł do finału. W lipcu, sierpniu i wrześniu 2009 utwór Once You Were (a Giant) przebywał na liście przebojów Antyradia Turbo Top 20 (przez dwa tygodnie na miejscu pierwszym, ponad miesiąc w pierwszej trójce notowań), a także zajął drugie miejsce w plebiscycie na Przebój Lata w Antyradiu. We wrześniu 2009 ukazał się singiel promujący Dreamland zawierający utwór Foggy Future.
W dniu 3 października 2010 zespół zagrał podczas 12. edycji prestiżowego festiwalu muzyki progresywnej „Prog Power Europe” w Holandii, zaś 15 października 2010 podczas koncertu w warszawskim klubie „Karuzela” miała miejsce premiera drugiej płyty zespołu zatytułowanej „Numaterial”, w której nagraniu zespołowi towarzyszyli gościnnie Jacek Melnicki (instrumenty klawiszowe), Michał Jelonek (skrzypce), Tomasz „Ragaboy” Osiecki (sitar) i grupa MEART (bębny etniczne). Płyta „Numaterial” została uznana przez brytyjski magazyn metalteam.uk jednym z 10 najważniejszych albumów 2010 roku, w kraju i zagranicą płyta otrzymała wysokie oceny recenzentów (Teraz Rock, Metal Hammer, Lizard, artrock.pl, rockarea.pl, progrock.org.pl). Utwór „With You Now” dotarł do szczytu listy przebojów „Antyradia” i wygrał plebiscyt słuchaczy tej rozgłośni na Hit Jesieni 2010. Zespół koncertuje rzadko, charakterystycznym elementem występów jest swobodne podejście do studyjnych aranżacji wykonywanych utworów i liczne improwizacje przywodzące na myśl koncerty rockowe z lat 1970. Podczas koncertów z grupą występują gościnnie Michał Jelonek (skrzypce) i Tomasz Osiecki (sitar).
Wiosną 2011 roku zespół zapowiedział rozpoczęcie nagrań trzeciej płyty studyjnej. W maju 2011 roku klawiszowca zespołu Krzysztofa Słabego zastąpił znany z Riverside i LSD Project Jacek Melnicki, dotychczas będący współproducentem i realizatorem albumów Love De Vice. W październiku 2011 roku z zespołem rozstał się gitarzysta Robert „Robur” Wieczorek.
W listopadzie 2011 zespół wraz z zespołami Krzak i Cree wystąpił w Teatrze Śląskim w Katowicach i zarejestrował materiał na mającą się ukazać płytę DVD.
DVD pod nazwą „Silesian Night 11.11.11” ukazało się nakładem Metal Mind Production w dniu 15 października 2012 roku. Płyta zawiera 6 premirowych utworów, w tym cover grupy Deep Purple „When A Blind Man Cries”. Styl zespołu uległ dalszej modyfikacji w kierunku rocka progresywnego, ze szczególnym wskazaniem na Pink Floyd, choć nadal firmowym znakiem Love De Vice pozostaje połączenie melodyjnych partii wokalnych i rozbudowanych aranżacji klawiszowych z muzyką orientalną, w szczególności indyjską. W utworach zarejestrowanych na DVD grupie po raz pierwszy towarzyszy wiolonczelista Filharmonii Narodowej Mateusz Szmyt.

## Muzyka
Muzyka Love De Vice sprawia problem klasyfikacyjny. Utwory oparte są z reguły na schemacie zwrotka-refren i hardrockowych riffach, jednakże zróżnicowanie brzmieniowe i wykorzystanie wielu brzmień instrumentów klawiszowych oraz w większości delikatne partie wokalne przynoszą dość powszechne skojarzenie muzyki grupy z nurtem rocka neoprogresywnego, reprezentowanego przez takie zespoły jak Porcupine Tree, RPWL czy progmetalem (np. Dream Theater). Wpływ na progresywne brzmienie albumu Dreamland miał Jacek Melnicki, współzałożyciel i pierwszy klawiszowiec zespołu Riverside, w którego Studiu DBX zostały zarejestrowany 'Dreamland' i 'Numaterial'. Płyta Numaterial stanowi zwrot ku bardziej złożonym strukturalnie i brzmieniowo utworom, z wykorzystaniem instrumentów smyczkowych i orientalnych (bębny koreańskie, sitar), zapowiadając dążenie zespołu w stronę rocka neoprogresywnego.
Warstwa tekstowa utworów zespołu utrzymana jest w pesymistycznych barwach, utwory poruszają problemy emigracji, ekologii, alienacji, wzajemnej agresji. Utwór tytułowy płyty Dreamland zawiera tekst wiersza Edgara Allana Poe Dreamland.

## Muzycy
Aktualny skład:
- Paweł Granecki - śpiew, gitara akustyczna
- Andrzej Archanowicz - gitara elektryczna
- Krzysztof Słaby - instrumenty klawiszowe
- R.i.P. - gitara basowa
- Tomasz Kudelski - perkusja

W latach 2007–2011 Krzysztof Słaby - instrumenty klawiszowe
W latach 2007–2011 Robert „Robur” Wieczorek - gitara elektryczna
W latach 2011–2014 Jacek Melnicki - instrumenty klawiszowe

## Dyskografia
- Dreamland (2009)
- Foggy Future singiel (2009)
- „Prog Power Special” singiel (2010)
- Numaterial (2010)
- With You Now singiel (2010)
- Silesian Night 11.11.11 DVD (2012)
- Pills (2016)[3]